# 大町村 (兵庫県)
大町村（おおまちむら）は、兵庫県津名郡にあった村。現在の淡路市の南東部、神戸淡路鳴門自動車道・津名一宮インターチェンジの南西一帯にあたる。

## 地理
- 山岳：高倉山、城越山
- 河川：郡家川

## 歴史
- 1889年（明治22年）4月1日 - 町村制の施行により、大町村・木曽村の区域を持って津名郡大町村が発足。
- 1955年（昭和30年）4月1日 - 生穂町・佐野町・志筑町・塩田村・中田村と合併して津名町が発足。同日大町村廃止。

## 交通

### 道路
現在は旧村域を神戸淡路鳴門自動車道が通過するが、当時は未開通。